# Gasharashara
Gasharashara är ett periodiskt vattendrag i Burundi.   Det ligger i provinsen Cankuzo, i den nordöstra delen av landet, 140 kilometer öster om huvudstaden Bujumbura.
I omgivningarna runt Gasharashara växer huvudsakligen savannskog. Runt Gasharashara är det ganska tätbefolkat, med 60 invånare per kvadratkilometer.